# Бога Чита (округ Нешоба, Мисисипи)
Бога Чита (енгл. Bogue Chitto, Neshoba County) насељено је место без административног статуса у америчкој савезној држави Мисисипи.

## Демографија
По попису из 2010. године број становника је 887, што је 354 (66,4%) становника више него 2000. године.
| Група             | 2000.     | 2010.     |
| Белци             | 31 (5,8%) | 46 (5,2%) |
| Афроамериканци    | 2 (0,4%)  | 20 (2,3%) |
| Азијати           | 0 (0,0%)  | 0 (0,0%)  |
| Хиспаноамериканци | 2 (0,4%)  | 14 (1,6%) |
| Укупно            | 533       | 887       |